# اندیس درخار
درخار یک اندیس فلزی است که در حوالی شهر رامشک استان کرمان قرار دارد و مادهٔ معدنی موجود در آن، مس است.سنگ میزبان این اندیس آهک ، متاولکانیک ، شیست بازیک و فیلیت است و دیرینگی آن به دوران کرتاسه بالایی می‌رسد. 